# فرنسيس بارتليت
فرنسيس بارتليت (بالإنجليزية: Francis A. Bartlett)‏ (و. 1882 – 1963 م) هو عالم نبات، من الولايات المتحدة الأمريكية، توفي في ستامفورد، عن عمر يناهز 81 عاماً.

## التعليم
تعلم في جامعة ماساتشوستس في أمهيرست.